# Štorje
Štorje este o localitate din comuna Sežana, Slovenia, cu o populație de 317 locuitori.